# Guarani Mbya
I Guarani Mbya  sono un gruppo etnico indigeno del Brasile, del Paraguay e dell'Argentina con una popolazione stimata tra i 5.000 e i 6.000 individui in Brasile, 5.000 individui in Paraguay e 4.000 in Argentina. Fanno parte dal macro-gruppo storico dei Guaraní.

## Lingua
Parlano il dialetto mbya della lingua guaraní che appartiene alle lingue tupi-guaraní. Le differenze con i dialetti degli altri gruppi Guarani ancora esistenti (i Kaiowá e i Ñandeva) sono minime e riguardano per lo più la pronuncia. In Argentina sono anche chiamati cainguás che significa "abitanti della foresta" perché hanno sempre rifiutato di vivere nelle riduzioni gesuite o nelle encomienda spagnole opponendo resistenza a chiunque tentasse di intromettersi nella loro cultura.

## Insediamenti
Vivono in Brasile, nelle regioni orientali del Paraguay e nel nord-est dell'Argentina (provincia di Misiones). In Brasile sono localizzati negli stati brasiliani del Mato Grosso do Sul, San Paolo, Paraná, Rio Grande do Sul ed Espírito Santo. Altri gruppi, separatisi dopo la guerra del Paraguay, vivono nello Stato del Pará (comune di Jacundá) e nel Tocantins (nell'area riservata ai Karajá). Alcuni gruppi sono stati localizzati anche nei dintorni di Montevideo, in Uruguay. La forte dispersione di questo sottogruppo Guaraní, insieme ad una vasta ragnatela di parentele interetniche, da loro stabilita nel corso degli anni e delle migrazioni spesso forzate, rende difficile censire o fornire stime precise riguardo alla popolazione totale che potrebbe essere sensibilmente maggiore.

## Storia
Nei secoli XVI e XVII si utilizzava il termine guarani per indicare un gruppo di popolazioni stabilitesi sulla costa atlantica del Brasile che parlavano la stessa lingua. Il sottogruppo dei Mbya si stabilì principalmente lungo tutta la fascia costiera del Rio Grande do Sul e dell'Espírito Santo. In molti villaggi sono diventati sempre più frequenti matrimoni misti con membri dell'altro sottogruppo Guaraní stabilitosi lungo la costa, i Ñandeva.